# Hwang In-young
Hwang In-young (23 de noviembre de 1978) es una actriz surcoreana.

## Carrera
Debutó como actriz oficialmente en 1999 y desde entonces ha protagonizado películas, series y obras de teatro.
También lanzó la tienda de moda 175.5 en 2005, el centro comercial de internet White Soda en 2007 y la marca de ropa Voet en 2008.

## Vida personal
Se casó en marzo de 2017 con el actor Jung Ryu-han en una ceremonia privada únicamente con familiares.

## Filmografía

### Cine
| Año  | Título               | Rol          |
| ---- | -------------------- | ------------ |
| 1998 | Persona (short film) |              |
| 1999 | Dance Dance          | Jin-a        |
| 2002 | Family               | Sung Cho-hee |
| 2006 | Good Luck            |              |
| 2006 | Kingsitter           |              |
| 2010 | Bloody Innocent      | Jin-hee      |
| 2010 | The Grass Is Greener | Sun-young    |
| 2013 | The Hero             | Se-young     |
| 2015 | Clown of a Salesman  | Mi-woo       |

### Serie de televisión
| Año  | Título                                 | Red       |
| ---- | -------------------------------------- | --------- |
| 1996 | Jo Gwang-jo                            | KBS2      |
| 1996 | Illusionist                            |           |
| 1998 | Song of the Wind                       |           |
| 2000 | SWAT Police                            | SBS       |
| 2001 | Cool                                   | KBS2      |
| 2001 | Outing                                 | SBS       |
| 2001 | Piano                                  | SBS       |
| 2002 | Trio                                   | MBC       |
| 2003 | Punch                                  | SBS       |
| 2005 | Banjun Drama "Bad Housekeeper"         |           |
| 2005 | Banjun Drama "My Boyfriend the Prince" |           |
| 2005 | Banjun Drama "Devilish Guy"            |           |
| 2005 | Banjun Drama "Fatal Love"              |           |
| 2005 | Banjun Drama "Vampire Beauty"          |           |
| 2005 | Banjun Drama "Secret Exposure Service" |           |
| 2005 | Banjun Drama "First Love"              |           |
| 2005 | Banjun Drama "The Cursed Mask"         |           |
| 2005 | Banjun Drama "10 Minutes Earlier"      |           |
| 2005 | Pearl Earring                          | SBS       |
| 2006 | Yeon Gaesomun                          | SBS       |
| 2007 | Reconstruction of Love                 |           |
| 2010 | Obstetrics and Gynecology Doctors      | SBS       |
| 2010 | Typically Women                        | E Channel |
| 2011 | Just Like Today                        | MBC       |
| 2011 | Happy and ...                          | Channel A |
| 2011 | Happy and ...                          | Channel A |
| 2011 | Happy and ...                          | Channel A |
| 2012 | Can't Live Without You                 | MBC       |
| 2012 | Childless Comfort                      | jTBC      |
| 2014 | Sweet Secret                           | KBS2      |
| 2015 | The Jingbirok: A Memoir of Imjin War   | KBS1      |
| 2016 | Moorim School: Saga of the Brave       | KBS2      |